# Angel (metropolitana di Londra)
Angel (AFI: /ˈeɪndʒ(ə)l/) è una stazione della metropolitana di Londra, ubicata lungo la diramazione di Bank della linea Northern.

## Storia

### La stazione della C&SLR
La stazione di Angel è stata aperta al servizio il 17 novembre 1901 dalla City & South London Railway (C&SLR), come parte del prolungamento diretto da Moorgate (di cui costituiva il capolinea). La fermata, realizzata su progetto di Sydney Smith, era ubicata all'incrocio fra City Road e Torrens Street. Il 12 maggio 1907, in concomitanza con il prolungamento della linea fino a Euston, Angel venne retrocessa a stazione passante.

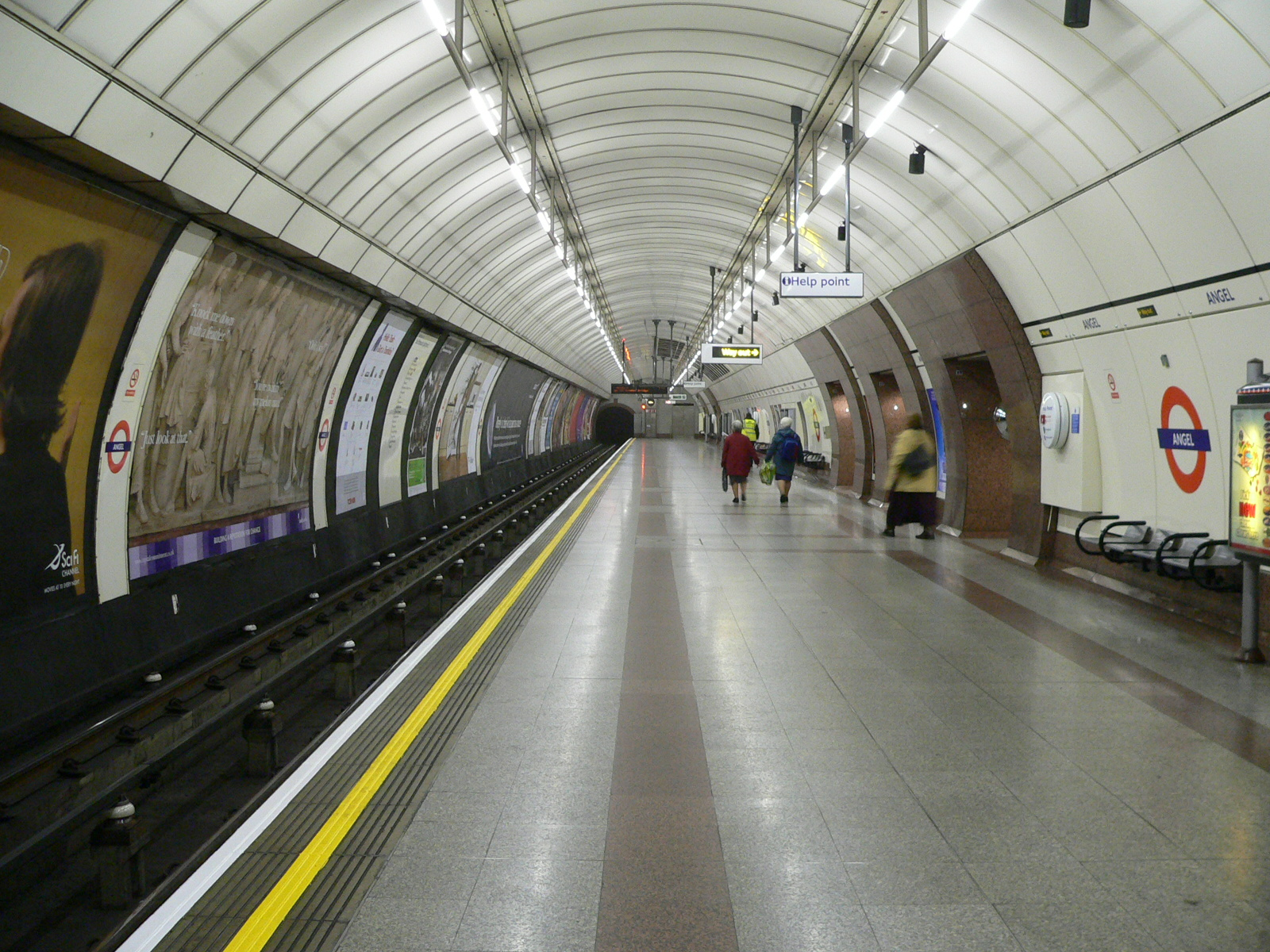
La banchina in direzione Morden

Angel, in origine, possedeva una struttura comune a quasi tutte le altre stazioni della C&SLR. Si trattava di una stazione con una banchina centrale ad isola, a servire i due binari ubicati nello stesso tunnel; questo impianto è tuttora visibile nelle stazioni di Clapham North e Clapham Common. L'accesso alle banchine dalla superficie, prima degli interventi di ristrutturazione, era garantito da tre ascensori elettrici Euston Anderson; quando l'intera linea venne chiusa per ristrutturare i tunnel, tuttavia, questi vennero sostituiti con dei più moderni ascensori Otis.

### Anni novanta
Sin dalla sua apertura, la stazione di Angel soffriva di sovraffollamento; ciò, unito alla strettezza della banchina (di soli 3.7 metri), suscitava molta paura fra i passeggeri, preoccupati per la carente sicurezza del sito. Di conseguenza, la stazione venne chiusa negli anni novanta per essere sottoposta a un radicale restauro.
I lavori riguardarono il ridisegno complessivo del piano binari (venne rimossa la banchina ad isola, in favore di due banchine laterali), l'apertura della nuova uscita su Islington High Street e la sostituzione degli ascensori con un blocco di scale mobili.

## Strutture e impianti
L'atrio della stazione ospita una scultura di un angelo realizzata da Kevin Boys.
Le scale mobili della stazione, con un dislivello coperto di 27 metri e una lunghezza di 60, sono le più lunghe della metropolitana di Londra. In Europa, invece, si posizionano quarte in classifica, essendo superate da quelle delle seguenti stazioni:
- Náměstí Míru, metropolitana di Praga, 87 metri;
- Västra skogen, metropolitana di Stoccolma, 67 metri;
- Kamppi, metropolitana di Helsinki, 64 metri.

La stazione venne nuovamente ristrutturata nel 2007: l'intervento coinvolse l'ammodernamento degli impianti di sorveglianza e di comunicazione, con l'aggiunta di nuove telecamere CCTV e Help Point; venne inoltre implementato un nuovo sistema informativo, per sostituire la vecchia segnaletica ormai divenuta obsoleta.

## Interscambi
Nelle vicinanze della stazione effettuano fermata numerose linee urbane automobilistiche, gestite da London Buses.
- Fermata autobus

## Dintorni
La stazione, ubicata sotto Islington High Street, è la porta d'accesso ad una serie rilevante di teatri del West End, come l'Old Red Lion Theatre, il Teatro Sadler's Wells, The King's Head Theatre o l'Almeida Theatre. È possibile raggiungere dalla stazione anche lo Chapel Market e i vari antiquari del Camden Passage. Degna di nota, infine, anche la vicinanza alla stazione fantasma di City Road.

### Annotazioni
1. ↑  Angel è una delle cinque stazioni della metropolitana di Londra che prende il nome da un pub - in questo caso l'Angel Inn, un tempo famoso, aperto addirittura nel 1838. Le altre sono Elephant & Castle, Manor House, Royal Oak e Swiss Cottage.

### Fonti
1. 1 2 3 4  (EN) Multi-year station entry-and-exit figures (XLS), in London Underground station passenger usage data, Transport for London, 2014. URL consultato il 27 luglio 2014.
2. ↑  (EN) Clive Feather, Northern line, in Clive's Underground Line Guides. URL consultato il 31 marzo 2015 (archiviato dall'url originale l'11 febbraio 2015).
3. 1 2  Rose.
4. 1 2  Connor, p. 124.
5. ↑  
 Molly Dineen, Forty Minutes: The Heart of the Angel, 23 novembre 1989.
6. 1 2  (EN) John Ragga, Angel, in London Underground Technical - Northern Line Disused Features. URL consultato il 31 marzo 2015 (archiviato dall'url originale il 14 febbraio 2014).
7. 1 2  Day & Reed, p. 197.
8. ↑  (EN) Station Refurbishment Summary (PDF), su lurs.org.uk, London Underground Railway Society, luglio 2007. URL consultato il 31 marzo 2015 (archiviato dall'url originale l'8 novembre 2014).
9. ↑  (EN) Buses from Islington Angel (PDF), su tfl.gov.uk. URL consultato l'8 dicembre 2019 (archiviato dall'url originale il 7 ottobre 2019).
10. ↑  (EN) Night buses from Islington Angel (PDF), su tfl.gov.uk. URL consultato l'8 dicembre 2019 (archiviato dall'url originale il 5 maggio 2019).